# Sérum anti-lymphocytaire
Pour les articles homonymes, voir ATG.
Le sérum anti-lymphocytaire ou SAL (en anglais, anti-thymocyte globulin ou ATG) est l'une des thérapies sériques inspirées de celles qui étaient utilisées avant l'ère des antibiotiques. Elle consiste en l'administration passive d'anticorps pour traiter de nombreuses maladies infectieuses. Un sérum issu du sang de chevaux mis au contact de lymphocytes humains. Il est utilisé en injection pour lutter contre le rejet lors des greffes. Elle est encore efficacement utilisée aujourd'hui .
Le sérum anti-lymphocytaire ou globulines polyclonales anti-tymocytaire contient de nombreux anticorps ciblant différentes populations cellulaires, au premier rang les lymphocytes T porteurs de la glycoprotéine CD4, mais aussi les lymphocytes B, les plasmocytes et les plaquettes.
Le sérum anti-lymphocytes est adsorbé sur des érythrocytes humains jusqu'à disparition complète de toute activité contre les globules rouges.
Les sérums anti-lymphocytaires sont généralement utilisés à la phase toute initiale d'une transplantation d'organe (rénale par exemple) en traitement dit d'induction, pour une durée de quelques jours.

## Histoire
Le sérum anti-lymphocytaire fut mis au point par le professeur et néphrologue lyonnais Jules Traeger, spécialiste de la transplantation rénale.
À l’aube des transplantations rénales, le drainage du conduit thoracique était une pratique habituelle, en vue d’améliorer la tolérance du greffon.
On disposait par là même de quantités importantes de lymphocytes humains. Il était facile d’utiliser ce sous-produit pour immuniser les animaux.
Avec l’apparition de nombreux médicaments immunosuppresseurs cette pratique est tombée en désuétude. Il est donc devenu difficile de disposer de lymphocytes humains.
En revanche lors d’intervention de chirurgie cardiaque chez de jeunes enfants afin de pallier des malformations congénitales, le chirurgien est amené à procéder à une exérèse du thymus. On dispose ainsi de cellules thymiques. C’est pourquoi le sérum anti-lymphocitaire est aujourd’hui devenu un sérum « anti cellules thymiques » (aux propriétés similaires).
En France, le sérum n'est plus préparé sur cheval, d'une part car l’administration de globulines de cheval donne lieu à la maladie sérique, et d'autre part car d'autres méthodes sont disponibles ; un sérum est encore préparé sur lapin, disponible sous le nom de Thymoglobulines initialement préparé à Lyon par l’Institut Mérieux, aujourd’hui exploité par le laboratoire Genzyme.